# 洲瑞镇
洲瑞镇，是中华人民共和国广东省梅州市大埔县下辖的一个乡镇级行政单位。

## 行政区划
洲瑞镇下辖以下地区：
田背村、嶂岸村、大坑村、赤水村、南村、华光村、下营村和葵坪村。